# 帆根川廣
帆根川 廣（ほねかわ こう、1973年 - ）は、日本の映画監督、脚本家である。群馬県前橋市出身。

## 主な作品

### 映画作品
- エンプティー・ブルー（2009年5月30日、アステア）監督、脚本、撮影、編集、プロデューサー
- 迷宮カフェ（2015年3月7日、KADOKAWA）[1]監督、脚本、編集
- リスタート:ランウェイ〜エピソード・ゼロ （2019年9月20日）監督、脚本